# Game One
 (juillet 2025).
Si vous disposez d'ouvrages ou d'articles de référence ou si vous connaissez des sites web de qualité traitant du thème abordé ici, merci de compléter l'article en donnant les références utiles à sa vérifiabilité et en les liant à la section « Notes et références ».
 (mars 2020).
Game One est la première chaîne de télévision française thématique payante spécialisée dans les jeux vidéo. Elle est créée en 1998 par la société Infogrames et le groupe Canal+, pour remplacer la chaîne C: devenue C:Direct, service interactif du bouquet Canalsatellite. Depuis 2019, Elle est contrôlée par le groupe Paramount Media Networks. 
À partir des années 2000, la chaîne est diffusée sur la plupart des bouquets de télévision par câble, satellite et ADSL de France. Game One comprend plusieurs déclinaisons, comme notamment Game One +1 retransmettant ses programmes à des horaires décalés, J-One proposant des programmes japonais et initialement Game One Music HD avec des clips musicaux et des parties de jeux vidéo.

## Historique

### Les débuts (1998-2001)
Game One reprend l'organisation du service C: avec notamment Nathalie Coste-Cerdan, en tant que directrice, les mêmes locaux et sensiblement la même équipe.
Le concept initial de la chaîne consiste à ne diffuser que des « clips » de jeux vidéo, montages d'extraits de jeux vidéo illustrées par des musiques, sur  le principde des Anime music video. Cependant, la chaîne entend développer plusieurs concepts d'émissions et de magazines. Cette programmation représente le point de départ de l'évolution de Game One, entre la chaîne musicale d'origine, jusqu'à une chaîne thématique entièrement consacrée aux jeux vidéo[réf. nécessaire].
Plusieurs émissions sont lancées à la naissance de la chaîne, dont notamment :
- Gameplay, l'émission principale de la chaîne présentée par Thiouwz (Mathieu Lemonnier). Cette émission présente des tests, des prévues, etc.
- Level One, animée par le journaliste Marcus (Marc Lacombe, ancien rédacteur du magazine Tilt), ainsi que par Edward pour sa version anglaise.
- @GameOne (prononcer « at Game One »), animée par le journaliste El Didou (Guillaume Lassalle, également ancien de Player One).
- Dawa, animée par El Didou (Guillaume Lassalle) et Annelise Hesme.
- Les News, présentées par Ness et Mirabelle
- W@rpzone, émission traitant de sujets sur le jeu vidéo liés avec la musique, le sport, le cinéma, l'animation et la bande dessinée.
- Focus, émission traitant de la création des jeux vidéo avec interview des créateurs.
- Top Ten, le classement des 10 meilleures ventes de jeux vidéo présenté par Ness pour le classement français et par Edward pour le classement anglais.

L'équipe est principalement issue de celle du service C:, à laquelle viennent s'ajouter de nouveaux arrivants au montage et à la rédaction tels que Alexandre Pilot. Game One a dès ses débuts une ambition internationale et pendant cette première année, les News sont ainsi présentées tous les jours en français et en anglais.
Pour la rentrée 1999, un premier conflit interne éclate entre Nathalie Costes-Cerdan, Patrick Giordano et El Didou. Didou critique la direction pour les premières émissions de la seconde saison de @GameOne. La direction oppose que @GameOne n'est pas une émission de libre antenne mais une émission dans laquelle Didou doit interagir avec les téléspectateurs. Une nouvelle émission de @GameOne est tournée dans laquelle Didou persiste et signe puis il est renvoyé. Patrick Giordano, soutien de Didou, démissionne et Ness quitte également la chaîne. Ces émissions de @GameOne ne seront jamais diffusées[réf. nécessaire].
Des productions amatriced sont diffusées sous l'impulsion d'Alex Pilot, lui-même réalisateur de tels films avant d'entrer à Game One. La rentrée 2000 se fait dans de nouveaux locaux situés immeuble Quai Ouest à Boulogne-Billancourt (à côté de la tour de TF1). Le matériel vidéo est quasi entièrement rénové et la chaîne dispose d'un grand plateau avec trois caméras et une régie plus complète que ce qui est nécessaire. La régie de diffusion est également située dans les locaux de la chaîne, permettant une plus grande réactivité.[réf. nécessaire]
De nouvelles émissions sont lancées, certaines remplaçant de vieilles émissions datant de 1998. La nouveauté réside essentiellement dans les émissions en plateau (auparavant elles étaient tournées uniquement sur fond bleu) et sur l'accent mis sur les séries, une orientation prise par Patrick Sarréa (dit « Jean-Pat »).[réf. nécessaire]
Le 24 novembre 2000, Game One diffuse sa première émission en direct pour le lancement de la PlayStation 2, en duplex avec une équipe tournant au magasin Virgin Megastore des Champs-Élysées, à Paris. Les images de ce lancement à l'organisation désastreuse (les acheteurs se battaient pour accéder au seul présentoir de consoles disponible) furent diffusées sur toutes les grandes chaînes le lendemain.[réf. nécessaire].
Quelques initiatives notables comme La Nuit des films amateurs durant laquelle sont programmés plusieurs productions de ce genre. Les réalisateurs et acteurs invités dans les locaux de l'antenne réalisent une fiction pendant la durée du tournage des séquences en plateau de l'émission. Une diffusion inédite de la série Nadia, le secret de l'Eau bleue, mélangeant VF et VO est proposée car cette série a été censurée au début des années 1990 pour la version francophone et les scènes manquantes sont réintégrées dans leur version originale sous-titrée.
À la suite de la fusion avec Vivendi-Universal, Canal+ abandonne le capital de Game One au début de l'année 2001. L'éditeur de jeux vidéo Infogrames, se retrouve actionnaire majoritaire (85 %) et les 15 % restants sont la propriété de Bruno Bonnell, Thomas Schmider et Christophe Sapet, les trois fondateurs d'Infogrames. Cette transition aurait été prévue dès la création de la chaîne[réf. nécessaire]. La direction est remplacée et la rédaction redoute dès lors qu'Infogrames veuille orienter la ligne éditoriale.

### Retrait de Canal+ et problèmes financiers (2001-2002)
En juin 2001, Michaël Sportouch ancien d'Ocean France racheté par Infogrames, est nommé directeur de la chaîne et a pour mission de faire des économies. Infogrames n'a plus les moyens d'assurer le financement de la chaîne à la suite du départ de Canal+ et l'entreprise doit procéder à de sévères coupes budgétaires,. Ces problèmes financiers entrainent d'importants conflits en interne. En novembre 2001, certains tests sont censurés. Les nouveaux dirigeants de la chaîne n'amettent pas que les journalistes critiquent les jeux produits par Infogrames. Ainsi, le sujet concernant le jeu Splashdown dont le test est globalement positif est modifié afin de retirer deux critiques mineures. Les tests portant sur les jeux d'Infogrames sont systématiquement relus et censurés. Concernant l'émission Level One, même si certaines critiques sont tolérées à la première diffusion, les tests ne sont pas rediffusés. Par exemple, le jeu Lucky Luke : La Fièvre de l'ouest d'Infogrames fortement critiqué par Marcus et par la presse spécialisée[réf. souhaitée] et Tintin : Objectif Aventure n'obtiennent qu'une seule diffusion à l'antenne. Le 27 février 2002, Marcus, parmi les principaux animateurs de la chaîne, informe les téléspectateurs au cours du dernier Level One en direct qu'à cause des pressions exercées par Infogrames sur les journalistes, il doit quitter la chaîne avant la fin de la saison. Par crainte d'une interruption de l'émission par la direction, un autre numéro du rendez-vous Level One a été enregistré, dans lequel Marcus fait la même déclaration. Patrick Sarréa quitte également la chaîne le même jour. Ultérieurement, la plupart des autres membres de la rédaction annoncent leur départ.[réf. nécessaire].
Plusieurs employés démissionnaires vont démontrer auprès du CSA que Game One a commercialisé du temps d'antenne à des éditeurs, pratique commerciale strictement interdite et que la direction censure le contenu journalistique, en rapport avec Infogrames. Le CSA ne donne pas suite à l'affaire, par manque de preuves. Après avoir quitté la chaîne, Marcus impose à Game One de ne plus utiliser la dénomination « Level One » lui appartenant et relevant d'une marque déposée. En retour, Game One attaque Marcus pour dépôt de marque frauduleux. La procédure est abandonnée un an plus tard, grâce à un accord à l'amiable avec MTV, pour droits d'exploitation de la marque « Level One ».
Début 2002, les émissions Dawa, Mémoire Vive et Cinematek sont arrêtés. Ces modifications ont pour but de recentrer la chaîne sur le jeu vidéo et supprimer la production coûteuse de divertissements ne traitant pas de jeux vidéo.
À la suite du désengagement de Canal+ et de la restructuration complète des équipes pendant l'été 2002, la chaîne entame la rentrée 2002 à son plus bas niveau d'audiences historique. Ancien du groupe Canal + et passé notamment par le groupe Lagardère, Laurent Lerner est recruté en septembre 2002 pour reprendre en main la programmation de la chaîne et refondre intégralement la grille de programmes. Il se voit également confier dès le premier trimestre 2003 les acquisitions de programmes de la chaîne, en particulier les séries, dès lors réorientées vers le développement de cases d'animations japonaises. Arrivé en juin 2002, Thierry Falcoz devient rédacteur en chef de l'équipe rédactionnelle[réf. nécessaire].

### Nouvel actionnaire au sein de la chaîne (2003-2006)
En mai 2003, à la suite de la refonte de la grille des programmes et de la nouvelle stratégie éditoriale de la chaîne, les audiences remontent et atteignent en juillet 2003 leur plus haut niveau historique. Cette période coïncide avec l'arrivée d'un nouvel actionnaire : MTV. La chaîne est dorénavant détenue conjointement par Atari (anciennement Infogrames) et MTV, et commence enfin à faire des bénéfices.
Lors de la saison 2003-2004, la nouvelle équipe de Game One tende de faire oublier les problèmes que la chaîne a traversé en 2001-2002 : après une certaine aigreur l'année précédente, les retours des téléspectateurs sont esimés positifs et l'audience continue de progresser en 2003. Durant cette saison, Game One devient la deuxième chaîne du câble la plus regardée des 15/24 ans, selon Médiamétrie[réf. nécessaire]. L'arrivée de MTV en tant qu'actionnaire début 2003 a aussi clôt les problèmes dus à la précédente direction issue d'Infogrames/Atari, laissant les différentes équipes de journalistes et la programmation plus libres d'imprimer leur ton à la chaîne, tandis que les cases de séries explosent.
À partir de 2004, l'organisation de la chaîne est modifiée. Les équipes de production se séparant en deux pôles : un pôle « Émissions » et un pôle « Documentaires ».  À partir de cette année, Game One produit plusieurs documentaires consacrés au jeu vidéo. La chaîne acquiert aussi plusieurs documentaires auprès de Pocket Shami, société de production audiovisuelle spécialisée sur le Japon, créée en 2005. Malgré leur coût de production compétitif dû au prix d'achat que Game One impose, ces documentaires sont considérés parmi les meilleurs sur le sujet du jeu vidéo et aucun de ces documentaires n'aurait fait l'objet de subvention, notamment provenant du CNC[réf. nécessaire].
Au cours de la saison 2005-2006, la grille change complètement plusieurs fois au cours de cette saison, la ligne éditoriale de la chaîne devenant plus floue, conséquence des conflits internes et des problèmes de direction ainsi que des changements récurrents dans la répartition des responsabilités couplée avec l'emprise de plus en plus forte de MTV dans la direction de la chaîne[réf. nécessaire].
Les audiences s'effondrent à nouveau au cours de l'année mais l'intégralité de la série South Park antérieurement diffusée sur les chaînes du groupe Canal+ et de Naruto jusqu'alors inédite en France garantissant la programmation des saisons suivantes et la première option des séries dérivées permettent à la chaîne de renouer avec un certain succès. Les audiences sont croissantes dès le début de la diffusion de ces séries, au premier trimestre 2006. Game One parvient à rejoindre ses concurrentes sur la cible des 15-24 ans. À noter également que l'accord de diffusion de la série Naruto marque le début du partenariat avec Media Participations, évoluant progressivement vers l'accord cadre sur lequel va s'appuyer en partie quelques années plus tard, le lancement de la programmation de J-One.[réf. nécessaire].
Thierry Falcoz décide de quitter Game One en août 2005 à la suite d'un différend sur le montant de son salaire et sur des divergences éditoriales. De plus, le départ de Gia marque ainsi un certain bouleversement pour la chaîne. Le remplacement de Gia est complexe du fait de ses  compétences journalistiques et d'expertise dans le jeu vidéo. En janvier 2006, la rentrée de Game One permet d'observer l'influence éditoriale de MTV, désormais actionnaire principal, transofrmant la programmation de la chaîne du jeu vidéo en misant également sur l'univers « high tech ». Coretechs, émission sur les nouvelles technologies, annonce le virage éditorial de la saison suivante[réf. nécessaire].

### Nouvelle ligne éditoriale et refonte de l'habillage (2006-2007)
En septembre 2006, Game One annonce que sa nouvelle ligne éditoriale n'est plus centrée sur le jeu vidéo mais se consacre à la « génération digitale ». L'habillage antenne est modifié et le logo en forme de spirale utilisé depuis 1998 est remplacé par un logo dont la première lettre représente l'icône d'un bouton d'alimentation figurant sur les appareils électroniques.
- Le 3 novembre 2006, Tommy François, animateur et journaliste jeu vidéo expérimenté de l'équipe constituée en 2002, annonce son départ de Game One. Des téléspectateurs protestent contre la direction de Game One ayant tenté d'étouffer l'affaire, avant que Julien et Tommy ne lèvent le voile à l'antenne sur cet événement.
- Une nouvelle série d'animation japonaise Enfer et Paradis est notamment programmée.
- Une semaine plus tard, Lionel Abbo, ex-perturbateur des programmes, choisit de quitter la chaîne,  dénonçant l'abandon de « l'esprit qui a porté la chaîne depuis ses débuts ».
- Après un long conflit avec la direction lors de la saison 2006-2007, Laurent Lerner quitter la chaîne à la fin de la saison, laissant définitivement la programmation et les acquisitions de la chaîne aux mains de Jean-Marc Dupire et de l'équipe de MTV, choissant d'investir dans les séries, pour renouer avec l'audience de la chaîne.
- Marc Lacombe alias Marcus annonce son retour sur Game One en parallèle à son émission « Chez Marcus » sur Nolife. Il doit présenter « Retro Game One » magazine sur le Rétrogaming, version remaniée de "Mémoire Vive", ancienne émission de Game One sur le Rétrogaming, avec des reportages commentés par Marcus.
- Deux nouvelles séries d'animation Ragnarök the Animation et D.Gray-man sont programmées.

### Développement de chaînes dérivées (2008-2018)
- En 2008, Game One remet son site Internet à neuf et rouvre son forum (il avait été fermé en 2002[7]).
- La deuxieme partie de Naruto intitulé Naruto Shippuden est diffusée ainsi que Les Chevaliers du zodiaque.
- La dernière étude Médiamétrie MédiaCabSat sur la période du 29 décembre 2008 au 14 juin 2009 a placé Game One comme 2e chaîne thématique française sur les 15-24 ans et les 15-34 ans. Cette étude a mis en valeur une augmentation de +30 % de part d’audience sur les 15-24 ans et une augmentation de +43 % de part d’audience sur les 15-34 ans. Game One a réussi son pari d’élargir son audience globale sur l’ensemble de la population jeune et devient la deuxième chaîne thématique 15-24 ans avec 1,3 % de part d’audience et la deuxième chaîne thématique 15-34 ans avec 1,0 % de part d’audience.

En juin 2009, Game One lance une chaîne de télévision en HD diffusant des bandes annonces de jeux vidéo avec une musique de fond. La chaîne se nomme Game One Music HD. La saison 2009-2010 est marquée par l'arrivée de plusieurs séries d'animations comme Valérian et Laureline, Eyeshield 21, La vie est un zoo, Lascars ou Di-Gata. La chaîne passe au format 16/9e le 13 janvier 2011 et ses clips sont dès lors diffusés sur Game One Music HD. Les séries Dragon Ball , Dragon Ball Z et Dragon Ball GT s'ajoutent également à la grille de programmation. Le 2 Mai 2011, Dragon Ball Z Kai est diffusé en version originale sous titré française sur Game One. À partir de janvier 2012, la série est diffusé en version française. Le 3 Juin 2011, la fiction Fairy Tail est diffusé pour la première fois sur la chaîne puis est interrompu le 28 Janvier 2012 mais 29 Octobre 2012, Fairy Tail est de retour à l'antenne. En septembre 2011, des rediffusions de Level One présenté par Marcus sont programmées. À partir du 27 septembre 2011, Game One arbore un nouvel habillage graphique et sonore. La chaîne Game One+1 retransmet les programmes de la chaîne, avec une heure de décalage.
Game One crée le 4 octobre 2013 une chaîne consacrée aux anime en simulcast, J-One, le 4 octobre 2013 à 18h30 sur les bouquets Canalsat et Numericable. Le 6 Janvier 2014, la série manga One Piece débarque sur la chaine. Julien Tellouck annonce sur son compte Twitter, l'arrêt définitif du JT à partir de la rentrée 2014. L'émission est remplacée par un nouveau programme appelé #TeamG1 présenté par Julien Tellouck et Marcus, accompagnés à tour de rôle par Kythis, Kayané, Genius et Anh Phan. 
Game One est lancée en haute définition en septembre 2015 sur Canalsat et en novembre sur Numericable et Free. À partir du 13 Avril, Kuroko's Basket rejoint l'antenne. La fiction anime de Hunter × Hunter datant de 2011 est diffusée à compter du 20 Avril 2014.
À partir du 3 mai 2016, la diffusion de Game One Music HD est arrêtée sur Bbox puis le 1er septembre 2016 sur SFR-Numéricable et moins de deux semaines après sur Free. En janvier 2018, le service Manga One de l'offre Pickle TV pour la TV d'Orange est lancé. Il propose des séries d'animation japonaises dont des inédits en diffusion simultanée avec le Japon, des magazines et des reportages.

### Célébration des 20 ans de la chaîne et retour de programmes cultes (depuis 2018)
Entre octobre et novembre 2018, la chaîne fête ses 20 ans d'existence en rediffusant ses programmes cultes, des images d'archives dans l'émission Funky Web et en invitant d'anciens animateurs de la chaîne, dans TeamG1. Un nouvel habillage est déployé le 24 octobre 2018. En septembre 2019, Marcus reprend l'animation de Level One et annonce le tournage d'une nouvelle saison de Retro Game One.

### Identité graphique

Logo du 7 septembre 1998 à septembre 2001.
Logo de septembre 2001 à septembre 2004.
Logo de septembre 2004 à septembre 2006.
Logo de septembre 2006 au 22 octobre 2024.
Logo depuis le 22 octobre 2024 pendant la diffusion en direct à la Paris Games Week.

### Slogan
- « La chaîne télé des jeux vidéo » (1998-2002)
- « La chaîne des jeux vidéo » (2002-2004)
- « La télé très joueuse » (2004-2006)
- « La chaîne de la génération digitale » (2006-2009)
- « Générations digitales » (2009-2014)
- « #OnEstFan » (2014-2015)
- « Séries-Mangas-Gaming-Actu » (2015-2018)
- « #1 sur le jeu vidéo et la culture geek » (2018-2024)
- « L'imaginaire nous rassemble » (depuis 2024)

## Les origines
Game One est une chaîne de télévision thématique diffusée en France sur les offres de télévision par satellite, par câble et par ADSL. Elle résulte du changement de nom et d'actionnariat de C:, chaîne de télévision du bouquet Canalsat consacrée à l'univers cyber, lancée le 27 avril 1996. Un service de téléchargement, C:Direct, permet aux abonnés de télécharger des logiciels par l'intermédiaire du récepteur satellite numérique.
Filiale à 100 % de Canal+ à son lancement, la chaîne est conçue en 1995 par les équipes d'Alain Le Diberder, directeur des nouveaux programmes de Canal+ à la suite de l'approbation du projet "mu-télé". En 1998, Infogrames entre pour 50 % au capital de la chaîne, dont le nom est modifié en Game One. À cette occasion, la société conserve la même directrice générale, Nathalie Coste-Cerdan et les mêmes locaux. En 2001, Canal+ revend ses parts à Infogrames puis en 2003, cette dernière société revend la chaîne au groupe MTV.[réf. nécessaire]. À partir du 14 janvier 2020, la chaîne change de numérotation et utilise désormais le canal 158 des offres Canal+ .

### Ligne éditoriale
Jusqu'à la rentrée 2006, Game One est  une chaîne thématique consacrée au jeu vidéo. D'autres genres de programmes sont également traités au cours des années parmi lesquels la bande-dessinée, le cinéma, les sports extrêmes et de glisse, la musique électronique, la science-fiction, l'animation japonaise… Tout en conservant l'image de chaîne spécialiste du jeu vidéo.
En 2006, la chaîne change complètement d'orientation en délaissant pour cibler un public plus large. Cette nouvelle orientation éditoriale est énoncée par le slogan de la rentrée 2006 : « La chaîne de la génération digitale ». Dans le domaine du jeu vidéo on compte quelques émissions comme Retro Game One et la Sélec  ou antérieurement Playhit. Pour le reste Game One diffuse principalement des séries comme Naruto, D.Gray-man, South Park ou Code Lisa ainsi que plusieurs émissions de télé-réalité comme Le monde merveilleux d'Hulk Hogan, Road Rules, etc. des programmes par ailleurs diffusés aussi sur MTV.

### Internationalisation
Game One aurait été conçue pour évoluer vers une diffusion à destination de différents pays et en plusieurs langues. Quelques essais sont régulièrement réalisés : émission tournée en deux langues la première saison et émissions traduites et vendues dans d'autres pays. Le manque de financement reste l'obstacle principal à la concrétisation de cet objectif. De 2006 à 2014, une émission portant le même nom que la chaîne est diffusée sur la version allemande de MTV. Le nom et le logo de Game One sont utilisés pour désigner une émission du site Web GameTrailers, appartenant également au groupe MTV. La chaîne est également diffusée au Portugal sur le réseau mobile 3G TMN sur le bouquet Mobile TV.

#### Pologne
La version polonaise de Game One est lancée le 1er août 1999 comme bloc de programme sur la chaîne Minimax, de 20h à minuit. Elle est toutefois renommée Hyper, le 1er août 2001, après que Canal+ ait vendu ses parts de la version française.

### Changements d'équipe
Game One connaît une évolution relativement tumultueuse. Les changements d'actionnaires successifs et de direction se sont toujours accompagnés de bouleversement stratégiques sur le plan éditorial et les équipes parmi lesquels certains journalistes spécialisés dans le jeu vidéo se sont régulièrement trouvés en confrontation avec les choix éditoriaux de la direction. Des tensions quasi constantes au cours de l'histoire de la chaîne on débouché sur des départs ou licenciements des membres de l'équipe.
Pour ces raisons, certains découpent l'historique de Game One selon des « périodes » ou d' « ères », termes souvent associés aux animateurs de la chaîne.
Lors de sa première tranche de vie, la chaîne comprend Marc Lacombe (Marcus), Ness, Mirabelle Kirkland, Edward, Guillaume Lassale (El Didou), Juliette Lambaere (Juju), Mathieu Lemonnier (Thiouwz), Olivier Schmitt, Alex Nassar (Nalex), Alex Pilot, Anne Lise Hesme, Patrick Sarréa (Jean-Pat), Pierre Boulay et Bertrand Jouvray (Beb) ainsi que les équipes de production avec Christophe Chauprade (Tof), Tristan Dauly (TreeMan), Jean -François Esteve (Jeff), Sinh Vu Do (Sin), Jean-Philippe Astoux, Fethi Maayoufi, Jean-Mi, Cyril Lambin, Lenny Pomedio, Raphael Cornillon, Jean Buisson-Ramey, Jean-Marc Dupire, Sébastien Floc'h, Victorien Guillemonat et Philippe Nègre). Cette première période dure de septembre 1998 à février 2002 avec quelques anciens de Player One.
Après le départ de cette équipe des tensions et des troubles sont observés et une majeure partie de l'antenne est constituée de rediffusions de l'ère initiale.
En septembre 2002, les tensions s'apaisent et la nouvelle équipe avec la nouvelle formule de la Game Zone sont en place, combinant humour et information. Un décor du genre chambre d'ado est inauguré et les chroniqueurs ou animateurs sont dès lors confortablement assis dans des canapés, dans un salon riche en figurines. Un téléviseur dans le fond du décor affiche des images de jeux et une statue grandeur nature figure un personnage de jeu vidéo comme Warcraft, Metal Gear Solid, Tekken ou Metroid. Ultérieurement, Gia, Tommy, Gollum, Magic et Thierry interviennent à tour de rôle. Le plateau peut parfois être décoré de guirlandes et de sapins pour Noël ou encore de chauve-souris et de citrouilles pour Halloween et l'improvisation tient une place prépondérante.

La période à l'aspect plus professionnel mais assez courte d'une seule saison, est l'ère voyant le retour d'Alex Nassar et l'arrivée de Fabien dans la Game Zone. Le rappeur Gérard Baste, Brahi et Nabil rejoignent Johann au Level One. À la suite du revirement éditorial de la chaîne engendré par l'arrivée de MTV, le plateau adopte un ton beaucoup plus sobre et considéré comme plus professionnel. Sur le principe d'un journal télévisé, les animateurs sont alignés derrière de grands comptoirs disposés en V et sur des chaises hautes. Le mur noir du fond affiche le logo de l'émission, de multiples néons bleus et des écrans LCD sur lesquels défilent des images de jeux vidéo. Ce retour à la disposition du plateau des premières heures apparaît simultanément au retour d'Alex Nassar, animateur ayant quitté Game One en 2002 et faisant son come-back. Le ton plus sérieux est considéré aussi moins chaleureux. Les personnalités des chroniqueurs masculins de cette saison, Gollum, Fabien et Alex aux looks similaires, dénotent avec ceux des anciens, Thierry, Magic et Tommy. Gia assure de très nombreuses chroniques comme les sujets high tech, accessoires, web ou Japon et marque l'antenne par sa connaissance experte des jeux et par son charisme à l'écran.
Enfin une ère de complications et de bouleversements successifs à intervalles rapprochés, durant laquelle une bonne partie des animateurs sont remplacés. Gia est remplacée par Fanny Bouton, Julien Chièze quitte Game One pendant 6 mois puis fait un retour en coulisse, Tommy François, Thierry Falcoz et Julien Charpentier démissionnent et Julie arrête l'antenne. D'une génération plus âgée, l'animatrice Louise Ekland reprend le rôle d'animatrice avant de partir avec Johann, pour le Morning Café. Gérard Baste et Nabil sont remerciés. Ces changements semblent perturber une partie du public car notamment, le jeu vidéo est progressivement mis à l'écart de l'antenne.
Entre 2013 a 2019, l'équipe d'animation de Game One est composée d'animateurs, d'experts et de gamers. Marcus, animateur historique de la chaîne est ancien testeur pour les magazines de la presse spécialisée du jeu vidéo. Julien Tellouck est un autre animateur historique, Kayane et Gen1us sont des Champions de jeux de combat ; Genius dans les jeux Tekken et Kayane dans SoulCalibur. Kythis est une gameuse pour Call of Duty et Anh Phan est spécialiste de la technologie et directeur du site du Journal du Geek ; Thomas Grellier est un expert du jeu vidéo.
À partir de 2020, l’équipe de Game One s’enrichit progressivement de nouveaux profils et compétences. Après le départ de Kythis en 2019, le poste est finalement repris en 2022 par Shyvahna, influenceuse spécialisée dans l’actualité Xbox, les séries télévisées et le cinéma. Parallèlement, l’année 2020 marque l’arrivée de Newtiteuf, reconnu pour sa maîtrise des univers Nintendo et Pokémon ainsi que celle de Sora, dont les interventions sont centrées sur le cinéma et l’analyse de l’actualité audiovisuelle.

### Cibles
Durant les années 1990, Game One est créé pour traiter la thématique des jeux vidéo, la cible principale étant principalement les joueurs. Dans les années 1980-1990, le jeu vidéo concerne plutôt un public jeune composé d'enfants ou d'adolescents mais à partir de la fin de la décennie 1990, le public des jeux vidéo s'élargit. Progressivement, avec des jeux s'adressant à une catégorie de joueurs de sexe et d'âge différents, Game One parvient mal à redéfinir sa base de téléspectateur et dès lors éprouve des difficultés à déterminer l'angle éditorial, le ton ou le traitement de l'antenne car son public comprend des adultes et de jeunes adolescents. Pour ces motifs, les joueurs sont nombreux à critiquer la chaîne durant des années, quelles que soient les équipes de direction ou de production éditoriale. Les multiples bouleversements de la pprogrammation et les conflits internes successifs aggravent encore sa situation. Durant cette période, Game One hésite perpétuellement entre s'adresser au joueur occasionnel ne connaissant rien au jeu vidéo et le passionné hardcore gamer. Ces difficultés expliquent l'une des tentatives de repositionnement stratégique de la rentrée 2006.[réf. nécessaire]
Malgré quelques conflits de la chaîne sur l'orientation des téléspectateurs ainsi que la cible, l'antenne parvient progressivement à se stabiliser et cible dès lors, les jeunes et les adultes en programmant à la fois jeux vidéos et des séries télévisées, à partir de la saison 2006-2007. Game One consacre la matinée aux 15-25 ans, la journée aux 18-50 ans soit l'ensemble des adultes puis la nuit, la programmation cible les 25-49 ans.

## Organisation

### Siège
La chaîne a occupé plusieurs sièges au cours de son histoire. Alors que la société éditrice s’appelle encore I-Line avant de devenir Game One SA, ses bureaux occupent d'abord l’Immeuble « Cosmos » situé au 35, quai André-Citroën et sa post-production utilise le 6 bis, rue Auguste-Vitu, dans le 15e arrondissement de Paris. 
Game One déménage à l'été 2001 dans sa totalité au quai du Point-du-Jour à Boulogne-Billancourt dans l'immeuble « Quai Ouest » au rez-de-chaussée côté Seine détenu par le groupe Canal+.
Courant 2003, le siège est transféré rue d’Oradour-sur-Glane. En 2004 ou 2005, la chaîne rejoint les bureaux de MTV dans le 10e arrondissement de Paris, situés au 60/62, rue d’Hauteville. Enfin à partir  de 2010, les bureaux de Game One et de MTV sont transférés au 22, rue Jacques Dulud à Neuilly-sur-Seine.

## Programmes
La Game One est spécialisée dans la programmation de séries télévisées pour adultes, parmi lesquelles on note des séries consacrées aux jeux vidéo.

### Émissions

#### Grille
- Agenda Game One : l'agenda des événements geeks et jeux vidéo du moment.
- Funky Web : "L'émission qui surfe sur la toile". Présentation des sites web ou des applications utiles ou des vidéos, ainsi que l'actualité des sites web communautaires.
- La Sélec : la compilation de tous les tests de jeux vidéo de la semaine.
- #TeamG1 : émission d’actualité du jeu vidéo et du numérique présentée par Julien Tellouck, Marcus chroniqueur permanent et les autres chroniqueurs se tournent chaque semaine à tour de rôle. dont Kayane, Gen1us, Thomas Grellier, etc.
- Retro Game One : un magazine sur le rétrogaming présenté par Marc Lacombe, alias Marcus. (fera son retour en 2019 ou 2020)
- Level One : Marcus teste le premier niveau d'un jeu toujours dans la bonne humeur. Émission reprise à partir de 2002 par Julien Tellouck, Johann Lefèbvre, Yannick Zicot, Gérard Baste et Nabil et de retour fin 2019 présenté par Marcus

#### Programmes disparus
- Le Tribunal de l'Esport : Sous la houlette du juge Fabien « C0rbier » Martinez, les experts ès Esport dévoileront chaque semaine les dernières nouvelles de l'Esport, débattront en plateau sur des sujets aussi variés que l'équipe League of Legends du PSG Esport, le retour de Rudy, ou les LCS.
- Game One Box : programme où les animateurs et chroniqueurs de la #TeamG1 testent les nouveaux jeux vidéo.
- Game One Buzz : zoom sur l'actualité du cinéma, du jeu vidéo, de la bande dessinée, de l'anime et de la musique.
- Game One E-Sport : depuis la rentrée 2014, le programme est un magazine de sport électronique, présentée par Kayane, championne française de jeux de combat.
- Marcus vs Julien Tellouck (diffusé depuis juin 2012) : émission dans laquelle les deux présentateurs jouent l'un contre l'autre à un jeu surprise dévoilé au début de l'émission.
- Next in the city : actualité des nouvelles technologies culturelles et urbaines. Présenté par Alex Nassar et Fabien Gérard.
- Le Big Show : l'émission était le successeur de la Game Zone, avec des tests de jeux vidéo, des présentations d'objets high-tech par Julien Tellouck et Louise Ekland avec Alex Nassar, Tommy François, Fanny Bouton et Lionel Abbo.
- DVD sur canapé : toute l'actualité DVD décortiquée par Fethi.
- Game Zone : toute l'actualité du jeu vidéo en plateau. Présenté par Marcus et Juliette, puis par Nalex, ensuite par Julien Tellouck et Julie accompagnés de chroniqueurs (Tommy, Gollum, Gia , Magic, Thierry et Cyril qui apparut le temps d'une saison).
- BD One : Sébastien Floc'h présentait les dernières sorties en matière de bande dessinée.
- Cinématek : les dernières sorties ciné, par Jean Buisson-Ramey.
- Soundtest : toute l'actualité de la musique électronique par Olivier Schmitt.
- @ Game One : présenté par El Didou puis Mirabelle, l'animateur répondait aux messages laissés par les téléspectateurs.
- Tart'Up : présenté par Thiouwz et ses chroniqueurs en direct (Jean Buisson-Ramey, Jérôme Castel, Sébastien Floc'h, Julien Hirsinger et Arnaud Martin).
- Les incontournables de l'été : 5 minutes consacrées à vanter les mérites d'un jeu.
- 48 heures : reportage sur les activités d'un professionnel du jeu vidéo.
- Dawa : Didou et Annelise ensemble pour une heure de direct.
- Séries limitées : journal sur les nouveautés en Japanimation.
- Game Play : l'actualité des jeux vidéo en images (news, tests…). Remplacé plus tard par Game Zone.
- Omnibus : soirée « marathon » composée de la rediffusion de tous les épisodes de la semaine d'une série (Red Dwarf, Cowboy Bebop, etc.).
- Net Game : le site du jour par Thiouwz.
- Ça part en live : Coudy et Lapin en direct.
- Game One Arena : « la plus belle des arènes virtuelles est sur Game One, et nulle part ailleurs… ». Présentée d'abord par Julien Tellouck et Tommy, puis par Johann Lefèbvre et enfin par Lionel et Tommy. Game One Arena est revenu à la saison 2006/2007, présenté par Julien Tellouck, sous le nom de Arena Online.
- Focus : réalisé par Sébastien Floc'h, puis Alex Pilot et Thierry Falcoz, le making-of d'un jeu vidéo avec des interview de développeurs.
- Le Monde merveilleux de Brooke et Hulk Hogan : Brooke Hogan a déménagé à Miami Beach et souhaite lancer sa carrière là-bas. En un mot, elle profite de sa liberté loin de l'autorité parentale de son père, le plus célèbre des catcheurs américains.
- Freestyles : émission idéale pour les amateurs de sensations fortes et d'horizons nouveaux.
- GameClip : émission diffusant des amv de jeux vidéo.
- Rob and Big : le quotidien de Rob Dyrdek, un skater intrépide, qui a emménagé avec son garde du corps et ami, Christopher Boykin, alias Big Black.
- Total Mix : live Musical, Live Dj’s + Mix visuel de jeux.
- Le JT : journal télévisé présenté par Julien Tellouck regroupant toutes les informations importantes concernant le jeu vidéo ou la chaîne Game One.
- Le débat de Game One : aux côtés de Marcus, différents "acteurs" des milieux culturels, artistiques high tech ou vidéo-ludique débattent sur l'actualité de ces domaines. En effet, depuis la rentrée 2012-2013 l'émission est thématisée.

### Séries

#### Fictions et séries
- One Piece
- Boruto: Naruto Next Generations
- Hunter × Hunter (2011)
- Assassination Classroom
- Radiant
- Moi, quand je me réincarne en Slime
- Monster
- Wakfu
- Dragon Quest: L'aventure de Dai
- One Punch Man
- Spy × Family
- 86: Eighty-Six
- Re:Zero − Re:vivre dans un autre monde à partir de zéro
- The Rising of the Shield Hero
- Trigun Stampede
- Iron Man: Armored Adventures
- Les Carnets de l'Apothicaire
- Martin Mystère

### Animateurs

#### Animateurs
- Anh Phan (depuis 2012)
- Gen1us (depuis 2013)
- Julien Tellouck (depuis 2002)
- Kayane (depuis 2013)
- Marcus (1998-2002 et depuis 2007)
- Thomas Grellier (depuis 2014) (consultant régulier pour la team G1)
- Newtiteuf (depuis 2020)
- Shyvahna (depuis 2022)
- Sora (depuis 2020)

#### Anciens animateurs
- Kythis (2014-2019)
- Annelise (2001-2002)
- Brahi (2004)
- Gerard Baste (2004-2006)
- Julien Charpentier (2002-2006)
- Julie Chevillat (2002-2007)
- Julien Chièze / Gollum (2002-2006)
- Coudy (2004)
- El Didou (1998-1999 et 2001-2002)
- Célyne Durand (2010-2012)
- Edward (1998-1999)
- Louise Ekland (2005-2007)
- Thierry Falcoz (2002-2005)
- Tommy François (2002-2006)
- Gia To (2002-2005)
- Patrick Giordano (1998-1999)
- Jean-Pat (1998-2002)
- Bertrand Jouvay (1998-2002)
- Juliette Lambaere (2000-2002)
- Cyril Lambin (1998-2004)
- Johann Lefèbvre (2002-2007)
- Lionel Abbo (2002-2006)
- Mirabelle Kirkland (1998-1999)
- Marjolaine (2008)
- Olivier Morin (2014-2015)
- Nabil Djellit (2004-2006)
- Alex Nassar (1999-2002 et 2004-2011)
- Philippe Nègre (1998-2002)
- Ness : (1998-1999)
- Alex Pilot (1998-2002)
- Rachel Legrain-Trapani (2007-2008)
- Yannick Zicot (2002-2004)
- Thiouwz (1998-2012)
- Fethi (2002-2013)
- Davina
- Guillaume Dorison (2020)

### Voix antenne
- Fethi Maayoufi (Depuis la création de la chaîne)
- Alain Felicie (depuis septembre 2007)